# Мэнчем, Джеймс
Сэр Дже́ймс Ри́чард Мари́ Мэ́нчем (англ. James Richard Marie Mancham; 11 августа 1939, Виктория, Британские Сейшелы — 8 января 2017) — сейшельский государственный, политический и общественный деятель, адвокат, первый Президент Сейшельских Островов, стоявший во главе государства в 1976—1977 годах. Основатель Сейшельской Демократической Партии (СДП).
Во внешней политике Мэнчем ориентировался, главным образом, на Великобританию, колониальным владением которой Сейшельские острова были до независимости. Особенное внимание он уделял развитию туризма на островах. Президентство Мэнчема продолжалось менее года: в июне 1977 года на Сейшелах произошёл государственный переворот, в результате которого к власти пришёл лидер сейшельской оппозиции, социалист Франс-Альбер Рене, и его сторонники. Отсутствовавший в стране на момент переворота, Мэнчем был вынужден остаться в Великобритании. На Сейшелы он вернулся лишь в начале 1990-х годов, где проживал до конца жизни.

## Биография

### Ранние годы
Родился 11 августа 1939 года в городе Виктория. Он был поздним, но первым ребёнком в семье сейшельского предпринимателя Ричарда Мэнчема и его жены Эвелин. Мальчик получал образование сперва в Сейшельском колледже, а затем был отправлен в Великобританию, в лондонский колледж Уилсона, где стал учиться на адвоката. По окончании колледжа в 1958 году он вошёл в Совет по юридическому образованию — орган, контролирующий юридическое образование будущих адвокатов в Англии и Уэльсе. Наконец, в 1961 году Мэнчема приняли в ассоциацию адвокатов в Миддл Темпл.

### Приход в политику

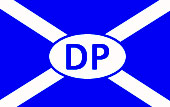
Флаг Сейшельской Демократической Партии

В 1964 году молодой адвокат Мэнчем основал и возглавил правоцентристскую Сейшельскую Демократическую Партию (СДП), которая выступала за выход Сейшел из состава Британской империи и — первоначально — автономию в её составе. После того, как британские власти сообщили о том, что намерены предоставить Сейшелам исключительно полную независимость, СДП выдвинула лозунг сохранения тесной связи с метрополией.
В 1967 году усилившееся забастовочное движение на островах вынудило Великобританию ввести на Сейшелах всеобщее избирательное право и разрешить в 1970 году создание Законодательного собрания, на первых всеобщих выборах в которое СДП получила 53,8 % голосов. Мэнчем вступил в должность верховного министра колонии. На этом посту он начал активно содействовать развитию туризма на Сейшелах, в частности, выступив инициатором строительства международного аэропорта на острове Маэ. Открывшийся 4 июля 1971 года, аэропорт открыл зарубежным туристам доступ на острова. Несмотря на произошедшую в 1972 году на Сейшелах инфляцию, вызванную притоком средств от туризма, Мэнчем продолжил развитие туристической отрасли. В 1973 году порт Виктории — столицы Сейшел — был расширен и углублён для того, чтобы принимать крупные океанские суда.
В 1974 году британские власти сообщили Мэнчему о своём намерении предоставить Сейшельским островам независимость, при этом отказываясь от каких-либо обязательств со своей стороны. 24 апреля того же года на островах состоялись выборы в Законодательное собрание, которому предстояло принять законодательство будущего независимого государства. По результатам выборов СДП, возглавляемая Мэнчемом, получила 52,37 % голосов сейшельцев. Второе место досталось социалистической Объединённой партии народа Сейшельских Островов (ОНП), во главе которой стоял Франс-Альбер Рене. 1 октября он сформировал правительство и стал главным министром страны, а Рене — министром земель. По мнению британцев, настоявших на последнем, назначение лидера оппозиции на министерскую должность должно было поспособствовать внутреннему спокойствию на Сейшелах.
Накануне предоставления независимости Сейшельским островам британские власти оказывали существенную поддержку Мэнчему и его партии. В качестве его советника по конституционным вопросам к нему был направлен известный английский юрист Денис Греннан. Именно он убедил премьер-министра в том, что выступление СДП за получение независимости Сейшел будет единственно верным решением. Приблизительно в это же время прибывшего в Лондон Манчама посетил человек, назвавшийся Фокс-Талботом, представителем «одной антикоммунистической организации», а также состоявшим в МИ-6. Фокс-Талбот обещал предоставить финансовую поддержку газете «Сейшеллес уикли», поддерживавшей СДП. Таким образом, благодаря Фокс-Талботу за последующие 3 года на счет Мэнчама в одном из швейцарских банков было переведено около 3 тысяч фунтов стерлингов.
В марте 1975 года в Лондоне состоялась так называемая учредительная конференция, на которой велись переговоры об условиях предоставления Сейшельским островам независимости. Со стороны Сейшел в ней принимали участие представители обеих партий — как СДП, так и ОНП. В итоге, стремясь добиться от сейшельского руководства провозглашения полной независимости, 2 января 1976 года британское правительство согласилось выплатить Сейшелам 10 миллионов фунтов стерлингов в первые 2 года независимости и далее по 1,7 миллионов в последующие 4 года, если те объявят о своей независимости в течение полугода с момента предложения. Спустя несколько месяцев, 29 июня 1976 года, ровно в полночь британский флаг над домом губернатора был спущен, а на смену ему поднят новый, сейшельский. В тот же день Мэнчем принял присягу президента, а Рене занял пост премьер-министра Сейшельских островов. Новое правительство стало по сути коалиционным — в него входили шесть представителей СДП против пяти министров от ОНП.

### Президентство

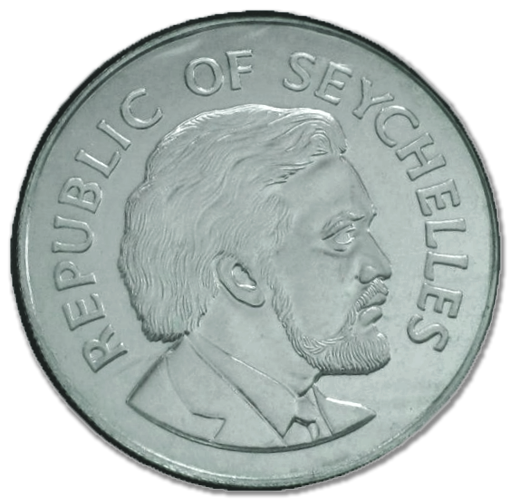
Профиль Мэнчема на аверсе серебряной монеты достоинством в 25 сейшельских рупий (1977)

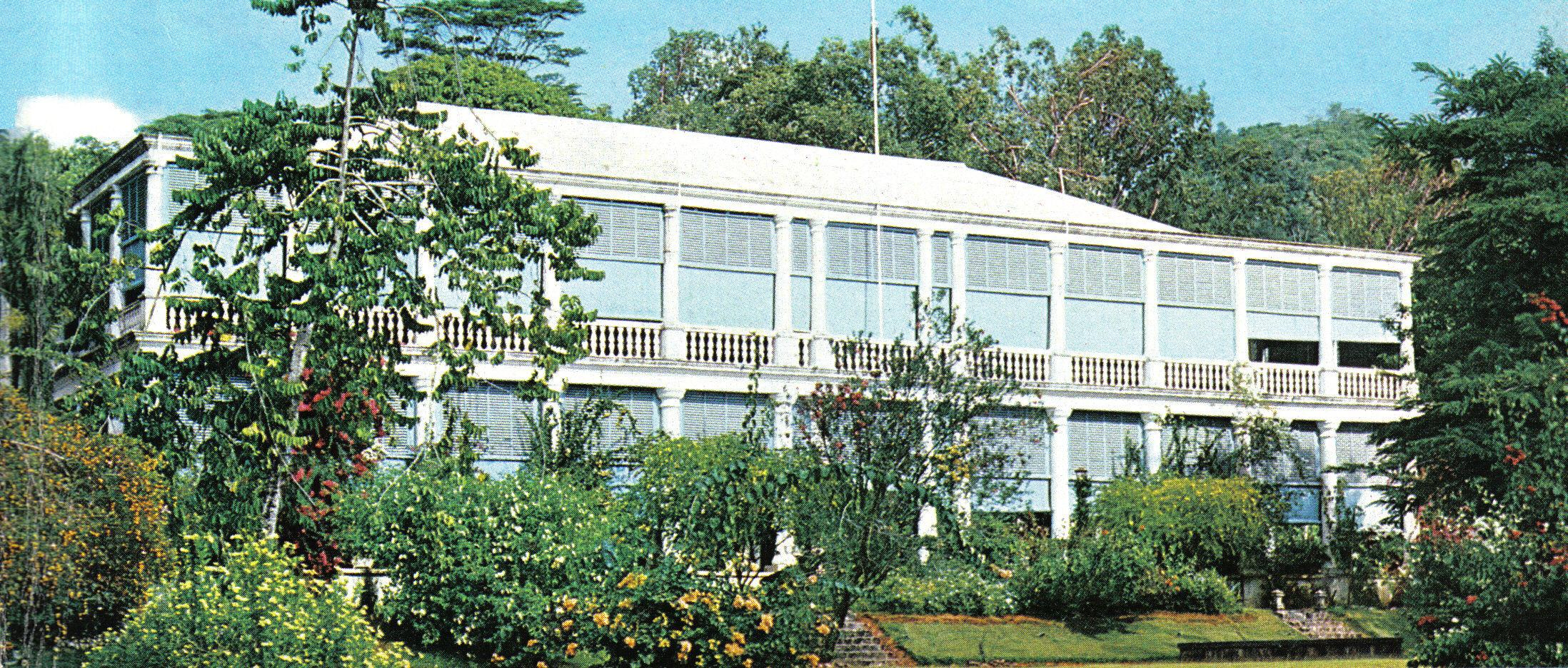
Здание законодательного собрания в Виктории — место пребывания президента Сейшельских островов. Фото первой половины 1970-х годов

На посту президента он продолжал считать развитие туризма на Сейшелах приоритетным направлением, поскольку именно оно приносило основной доход государству, при этом уделяя гораздо меньшее внимание удовлетворению потребностей населения. Дорогостоящие продовольственные товары, предназначенные для туристов, ввозились на острова из Великобритании, ЮАР, Австралии и других стран. Некоторые источники свидетельствуют о том, что и сам президент нередко тратил государственные средства на собственные нужды.
В отличие от премьер-министра Рене и его сторонников, Мэнчем стремился к сближению и интеграции с Великобританией. Кроме того, он установил тесные отношения с ЮАР, США, а также Францией, ещё в мае 1976 года в Париже заявив, что Франции «предстоит сыграть большую роль в укреплении молодого государства». В общей сложности французский Фонд помощи и сотрудничества предоставил Мэнчему безвозмездные субсидии в размере 1,5 миллионов франков.
Во главе сейшельской полиции по инициативе президента были поставлены британские офицеры. 30 июня 1976 года Сейшельские острова установили дипломатические отношения с СССР, 21 сентября того же года — стали членом ООН.
Будучи президентом, посетил несколько международных конференций под эгидой таких организаций, как ASTA, CPA, APF, а также ООН. Кроме того, он был основным докладчиком на саммите ЮНЕСКО в Найроби в 1977 году.
В период президентства Мэнчема его портрет изображался на некоторых сейшельских монетах, а также на аверсах банкнот достоинством 10, 20, 50 и 100 сейшельских рупий.

### Переворот. В изгнании
5 июня 1977 года, пока президент Мэнчем находился в Лондоне, на конференции лидеров стран Содружества наций, воспользовавшийся его отсутствием Франс-Альбер Рене инициировал государственный переворот. Заручившись поддержкой подготовленных в Танзании боевиков, высадившихся в тот же день в порту Виктории, он объявил о низложении Мэнчема и провозгласил себя новым президентом Сейшельских островов.
Мэнчем, который был вынужден остаться в Великобритании, призвал Запад «всеми силами остановить распространение марксизма» на юге Африки. Добившись некоторой финансовой и военной помощи со стороны западноевропейских государств, бывший президент и его сторонники организовали вербовку наёмников, в том числе из бывших военнослужащих британской армии, для осуществления контрпереворота на Сейшелах. Их планы были сорваны сейшельскими органами безопасности: 29 апреля 1978 года на островах были арестованы несколько человек, подозреваемых в причастности к подготовке государственного переворота. В ходе расследования выяснилось, что возглавляемые «Сумасшедшим Майком» Хоаром заговорщики располагали большим количеством оружия и боеприпасов, спрятанных в разных точках Сейшельского архипелага. Внутреннее восстание, по плану организаторов переворота, должна была поддержать группа в составе 200 британских, французских и южноафриканских наёмников, которая готовилась отплыть на Сейшелы из кенийской Момбасы на судне, принадлежащем одному из сторонников Мэнчема.
Несмотря на неудачу, он не отказался от идеи государственного переворота. В конце 1979 года он инициировал новый заговор против Рене, прибегнув к финансовой помощи своего друга, саудовского миллионера Аднана Кашоги. По данным сейшельских внутренних органов, в нём принимали участие южноафриканские граждане, а также бельгиец и француз.
В общей сложности Мэнчем провёл в вынужденной эмиграции почти пятнадцать лет. В этот период он занимался консультациями по вопросам международной торговли, выступал в качестве специалиста по международному маркетингу, консультировал ряд крупных компаний. «Очень интересным», по словам самого Мэнчема, был период, когда он возглавлял западноберлинскую авиакомпанию «Berlin European Airways», сформированную для удобства перелётов граждан ФРГ в Западный Берлин. До самого конца изгнания он призывал международное сообщество к «восстановлению демократии» на Сейшельских островах, выступал с лекциями на тему «Борьба за власть в Индийском океане» в университетах стран Европы и США.

### Возвращение
В начале 1992 года власти Сейшел сняли запрет на оппозицию в стране, и Мэнчему было разрешено вернуться на родину и участвовать в политической жизни государства. 12 апреля того же года он прибыл в Викторию. К возвращению Мэнчема, сопровождаемого женой и шестилетним сыном, в столице Сейшел были приняты интенсивные меры безопасности: на протяжении первых двух лет пребывания на островах семья бывшего президента тщательно охранялась полицейскими. Вскоре по прибытии Мэнчем провозгласил себя «апостолом национального примирения», возглавил издательство ежемесячного журнала «Le Revue de Seychelles». В июле 1993 года Мэнчем и его партия — СДП — приняли участие в сейшельских всеобщих выборах, по результатам которых предстояло определить имя президента страны и состав Законодательного собрания. В обоих случаях демократы потерпели поражение, встав лишь на вторые позиции: пост главы государства остался за действующим президентом Франсом-Альбером Рене, который получил 59,5 % голосов против 36,72 % Мэнчема, а большинство в Законодательном собрании сохранил Прогрессивный фронт народа Сейшельских островов (бывшая ОНП) с 57,48 % голосов против 32,80 % у СДП. Ещё меньший успех ждал Мэнчема на
выборах 1998 года — он получил поддержку 13,8 % избирателей и занял третье место, уступив не только Рене (66,67 %), но и представителю Сейшельской Национальной Партии Вавелю Рамкалавану (19,53 %).

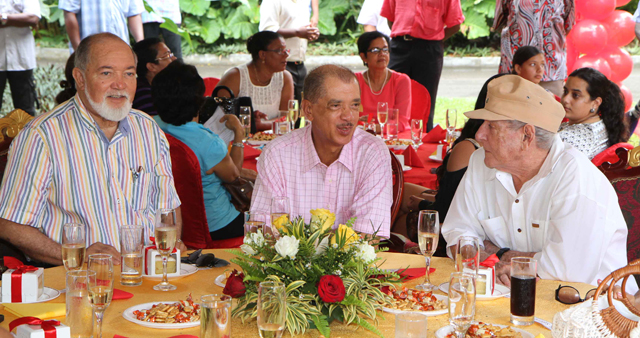
Джеймс Мэнчем, президент Сейшел Джеймс Мишель и Франс-Альбер Рене на дне рождения Рене в 2013 году

С 1998 года он прекратил участие в президентских выборах, а в 2005 году оставил пост главы Сейшельской Демократической Партии. Он продолжал участвовать в политической жизни Сейшел и мирового сообщества: посещал международные конференции, симпозиумы, саммиты, являлся лауреатом нескольких международных наград и премий, а также автором ряда литературных работ, в том числе книги «Похищенный Рай» о перевороте 1977 года, собственной автобиографии, а также книги «Война в Америке: взгляд из Индийского океана», написанной Мэнчемом вскоре после событий 11 сентября в Нью-Йорке. По словам политика, на создание этой книги его натолкнул собственный сын: «Пришло время, когда мой сын начал задавать мне вопросы и услышал в ответах о тех вещах, о которых раньше не знал. Я понял, что я обязан рассказать потомкам некоторые из моих историй…».

## Миротворческая деятельность

### Совет за будущее мира
Мэнчем явился соучредителем и почётным канцлером неправительственной организации «Совет за будущее мира» (англ. World Future Council).

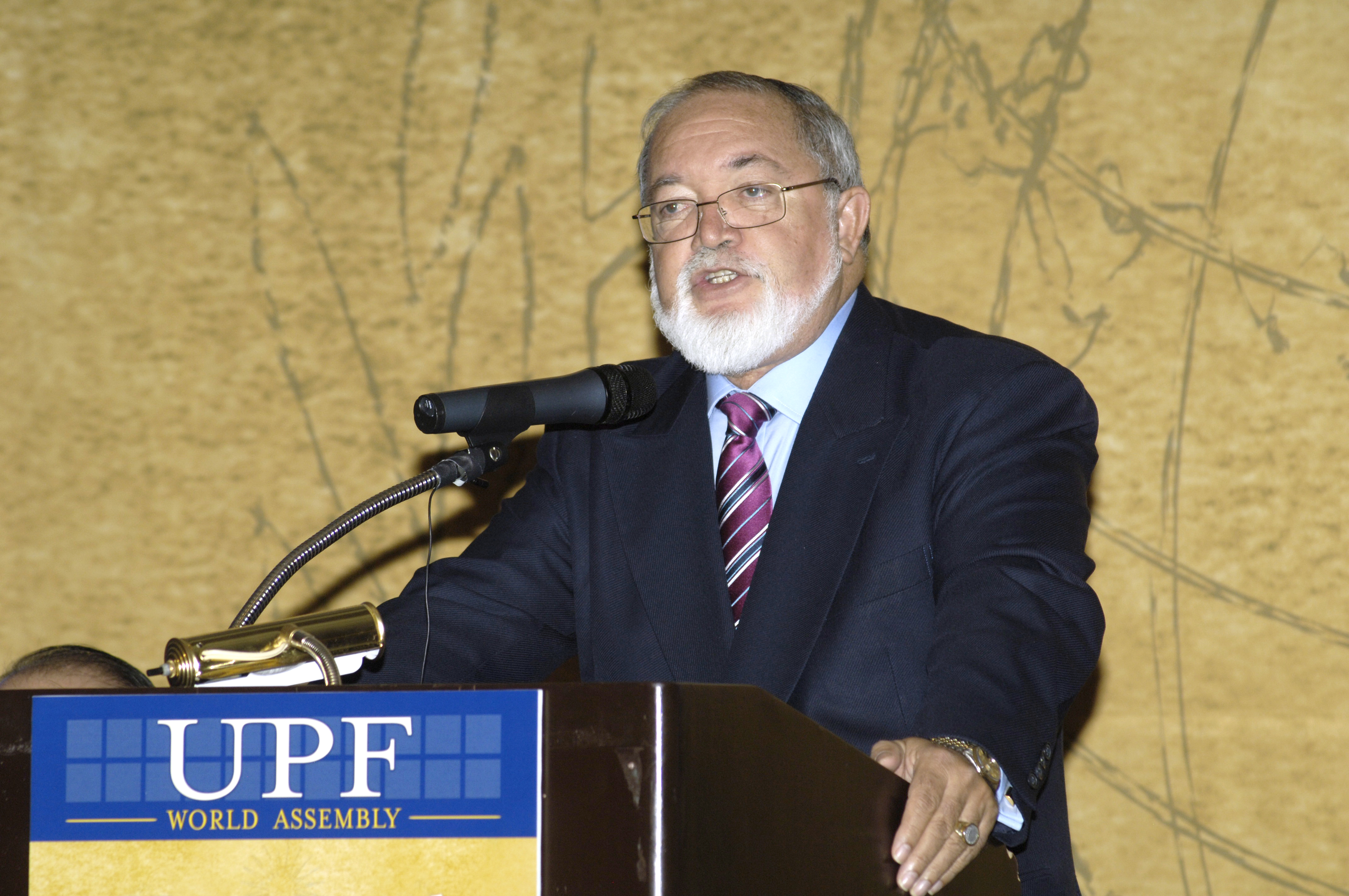
Джеймс Мэнчам, выступление, Всемирная ассамблея, Федерация за всеобщий мир, Сеул, Республика Корея 4 февраля 2007 года

### Федерация за всеобщий мир
В 2000-х годах Мэнчем был первым президентом «Глобального совета мира» (англ. Global Peace Council) под эгидой Федерации за всеобщий мир. 11 сентября 2017 году в память о Мэнчеме на Сейшелах Федерация за всеобщий мир открыла «Международный центр по дипломатии и изучению миротворчества имени сэра Джеймса Мэнчема» (англ. Sir James Mancham International Centre for Peace Studies and Diplomacy), инициатором которого при жизни был Мэнчем. 

### Премия мира Гузи
В 2011 году Джеймс Мэнчем был удостоен Премии Мира Гузи в области политической деятельности за работу, направленную на улучшение благосостояния людей, и продвижение международных инициатив по сотрудничеству и развитию.

## Критика
В годы авторитарного правления Франса-Альбера Рене бывший президент и его партия подвергались резкой критике со стороны официальных властей: в своих выступлениях и обращениях к народу Рене называл СДП «реакционной». В Советском Союзе, официально поддерживавшем режим Рене, Мэнчем, придерживавшийся «проимпериалистической политики», также характеризовался крайне негативно. Так, журнал «Огонёк» называл его «ставленником колонизаторов» и «английским агентом», а журнал «Азия и Африка сегодня» — «главарём прозападного режима».

## Семья, увлечения, занятия
В 1963 году Мэнчем женился на Хезер Джин Эванс, с которой развёлся в 1974 году. В браке у них родились дочь Кэролайн и сын Ричард. В 1985 году он вновь вступил в брак — с Кэтрин Олсен — лондонской журналисткой австралийского происхождения, которая познакомилась с Мэнчемом, когда брала у него интервью. Она родила ему сына Александра.
Бывший президент занимался журналистикой, в том числе телевизионной. Ещё в 1965—1970 годах он числился корреспондентом агентств Рейтер и Ассошиэйтед пресс, в 1964 году — стал учредителем газеты «Seychelles Weekly», а в 1974 году — выступал на телевидении Би-би-си.

## Память

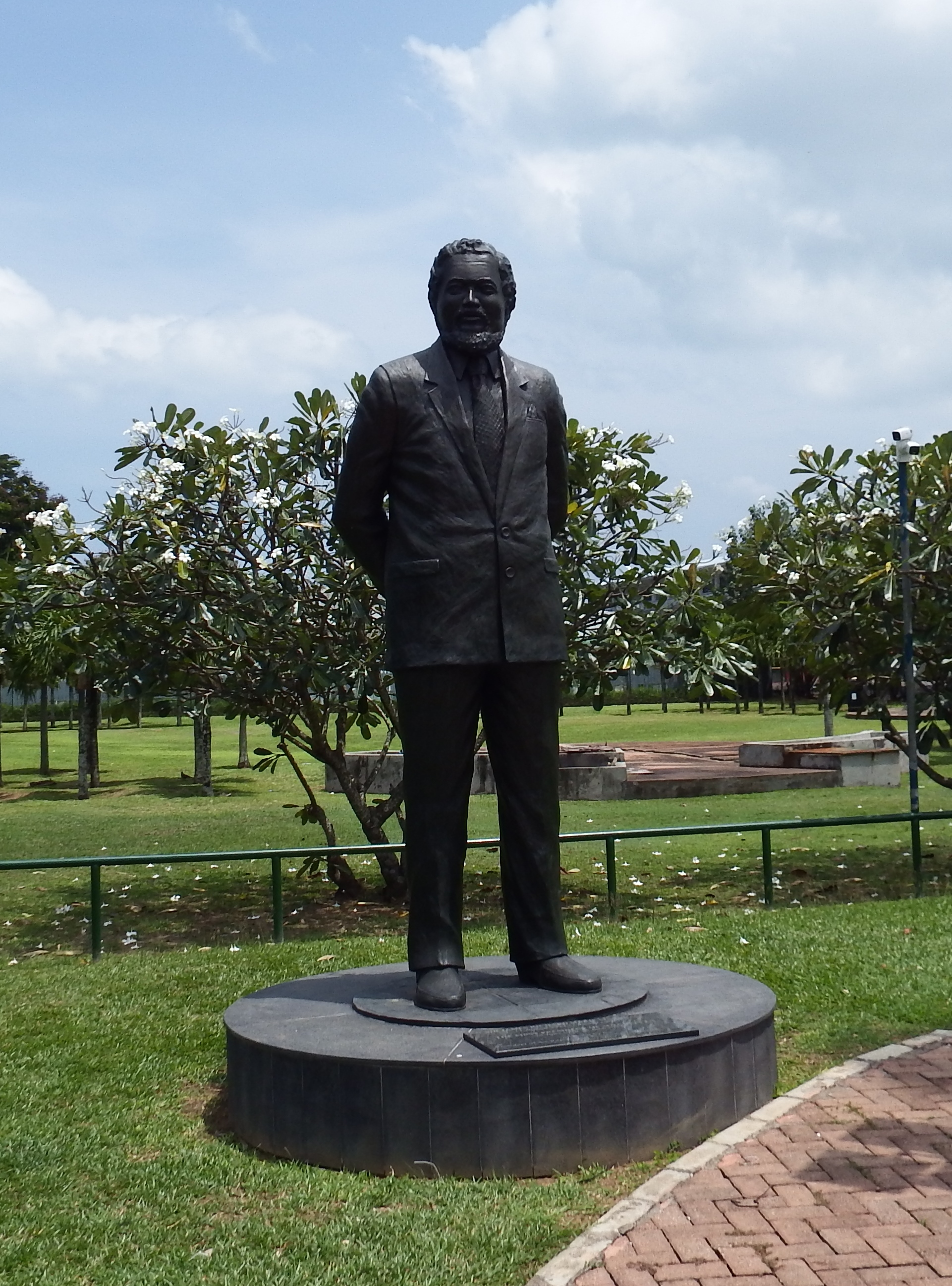
Памятник Джеймсу Мэнчему, Виктория, Сейшельские Острова

Единственный памятник первому президенту Республики Сейшельские Острова находится в Виктории, столице этого государства.